# Litevští Židé
Litevští Židé (hebrejsky יהדות ליטא / Jahadut Lita ), pro které existuje polský výraz Litwacy je běžné označení Židů, kteří přišli do Polského království z ruské zóny osídlení, především ze západních gubernií na území dnešní Litvy a severního Běloruska. Největší migrační vlny se odehrály v letech 1891–1892 a 1905–1907.
Oblast, kterou obývali Litevští Židé se v jidiš nazývá ליטע‎ (lite), z čehož se vyvinul hebrsjký výraz Lita'im (לִיטָאִים‎‎), označení specifické skupiny ortodoxních židů.